# Krzysztof Mila
Krzysztof Mila, né le 6 juin 1970, en Pologne, est un ancien joueur de basket-ball polonais. Il évolue au poste de meneur. 